# NGC 5592

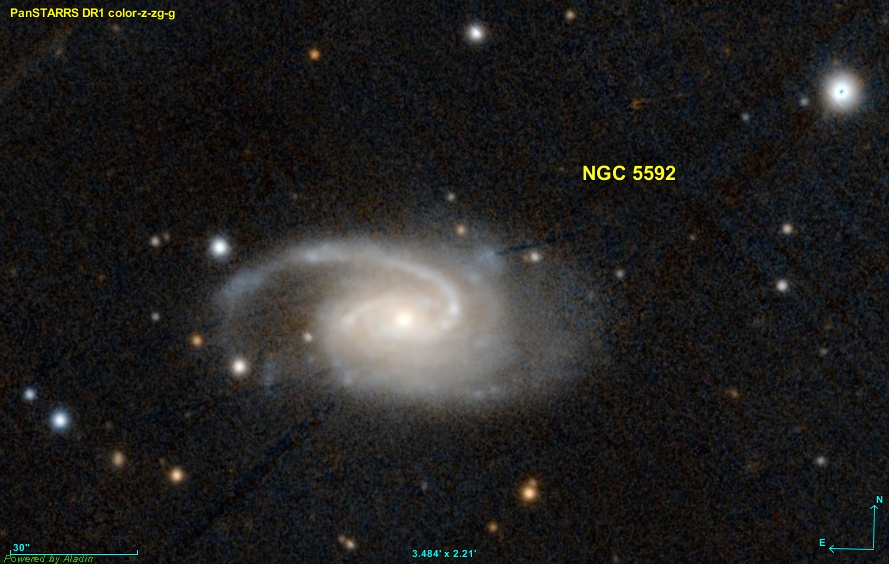

NGC 5592 é uma galáxia espiral barrada (SBbc) localizada na direcção da constelação de Hydra. Possui uma declinação de -28° 41' 18" e uma ascensão recta de 14 horas, 23 minutos e 54,9 segundos.
A galáxia NGC 5592 foi descoberta em 5 de Maio de 1793 por William Herschel.